# Drosophila oreas
Drosophila oreas är en tvåvingeart som beskrevs av Elmo Hardy 1965. Drosophila oreas ingår i släktet Drosophila och familjen daggflugor.
Artens utbredningsområde är Hawaii.